# Edukacja dorosłych

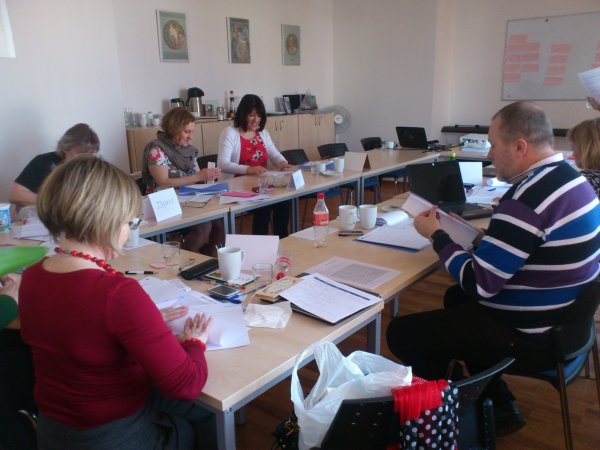
Kurs dla dorosłych

Edukacja dorosłych – kształcenie podejmowane przez osoby dorosłe z powodu chęci rozwoju, dostosowania i zmiany kompetencji oraz kwalifikacji do przemian społeczno-gospodarczych. 
Szczegółowe przyczyny pojawiania się potrzeby edukacji to:
- potrzeba uzupełnienia kwalifikacji lub wykształcenia
- potrzeba rozwoju umiejętności
- potrzeba przekwalifikowania lub przezawodowienia,
- chęć pełniejszego uczestniczenia w życiu społecznym,
- ciekawość świata,
- wtórny analfabetyzm,

Niektóre organizacje edukacji dorosłych w Polsce:
- Centrum Kształcenia Ustawicznego w Białymstoku CKU
- Towarzystwo Wiedzy Powszechnej TWP
- Towarzystwo Uniwersytetów Ludowych
- Związek Zakładów Doskonalenia Zawodowego
- Towarzystwo Wolnej Wszechnicy Polskiej
- Stowarzyszenie Oświatowców Polskich SOP
- Akademickie Towarzystwo Andragogiczne ATA
- Liga Kobiet Polskich